# Maria Dolors García Ramón
Maria Dolors García Ramón (7 de noviembre de 1943) es una geógrafa española, especialista en Historia del pensamiento geográfico. Ha trabajado tanto en geografía rural, como de espacios urbanos, siendo una de las pioneras en la geografía del género. Es profesora emérita de la universidad autónoma de Barcelona, miembro de la Academia Europæa y ha sido secretario del grupo de estudios Género y geografía de la Unión geográfica internacional entre los años 1988 y 1996..
En 2016, obtiene el premio Vautrin-Lud, siendo laureada durante el congreso de la Unión geográfica internacional en Pekín.

## Trayectoria académica
En 1966 María Dolors García se graduó de la licenciatura en Geografía e Historia por la Universidad de Barcelona y ese mismo año viajó a Estados Unidos para estudiar la maestría en geografía en la Universidad de Berkeley, donde entró en contacto con el enfoque culturalista sobre América Latina. En este sentido, su tesis fue sobre los recursos pesqueros de plataforma en Cuba, antes y después de la revolución

De vuelta a España, en 1969 María Dolors comenzó su incursión en la docencia, apoyando en la enseñanza de geografía en la Universidad Autónoma de Barcelona, donde realizó sus estudios doctorales en Geografía e Historia.  Aunque en su tesis doctoral introdujo el enfoque cuantitativo que había aprendido en Berkeley, María Dolors reconoció también el valor de las entrevistas que realizó durante el trabajo de campo:
“En aquellos momentos pensaba que la geografía teórico-cuantitativa hacía más ‘científica’ la disciplina geográfica y, por lo tanto, me empleé en ella sin reservas. Pero hay que decir que tuve que obtener la mayoría de mis datos directamente sobre el terreno, a partir de entrevistas y cuestionarios a agricultores (más de 350).” 
Una vez finalizado su doctorado, en 1975 obtuvo la beca postdoctoral Fullbright para volver a Estados Unidos, a la Universidad de Clark, Massachussets. En esta estancia académica conoció a Myrna Breitbart, Cindi Katz, Kirsten Johnson, Anne Buttimer, Richard Peet y además a David Harvey de quienes se empapa de la emergente geografía radical anglosajona. Fruto de este acercamiento fue el enfoque crítico y cuantitativo que caracterizó al trabajo de María Dolors, el cual también se comenzó a centrar en el ámbito rural.
Al volver a España, en 1976, García Ramón  se enfrentó al nuevo contexto político que implicó la apertura de la democracia después de la dictadura de Franco, donde la geografía española dejó de ser una disciplina descriptiva y apolítica. En este periodo de transición el papel de María Dolors fue fundamental pues ayudó a introducir a los autores radicales y humanistas anglosajones, además, años más tarde, difundió artículos pioneros en feminismo de autoras del Grupo de Estudio sobre Geografía y Género del Instituto de Geógrafos Británicos (WGSG) en Durham, con quienes se había relacionado ya desde los primeros años de la década de los 80, cuando fue nombrada catedrática de la Universidad Autónoma de Barcelona.

García Ramón mantuvo intercambios académicos con otros grupos geográficos internacionales, como los franceses Geopoint y RECLUS de Montpellier, además de sus múltiples estancias en diversas universidades del mundo, como:
“la Universidad de Clark durante todo el año 1975, la Universidad de Arizona de 1988 a 1989 (donde conoce a su colega Janice Monk con la cual produce varias investigaciones en el futuro), Cornell University en 1992, la Universidad de Buenos Aires en 1995 (donde se involucra con la geografía feminista latinoamericana y además participa en el Sexto Encuentro Latinoamericano de Geógrafos de América Latina este mismo año), la London School of Economics de 1997 a 1998, la Universidad de Tel Aviv en 1999, la Universidad de Durham en 2000 y la City University of New York en 2000 (Red Geocrítica Internacional, 2010). Maria Dolors es una viajera incansable que ha conocido personas, colegas y alumnos alrededor del mundo a partir de un trato entre iguales” 